# Aleksandr Golovin (konstnär)

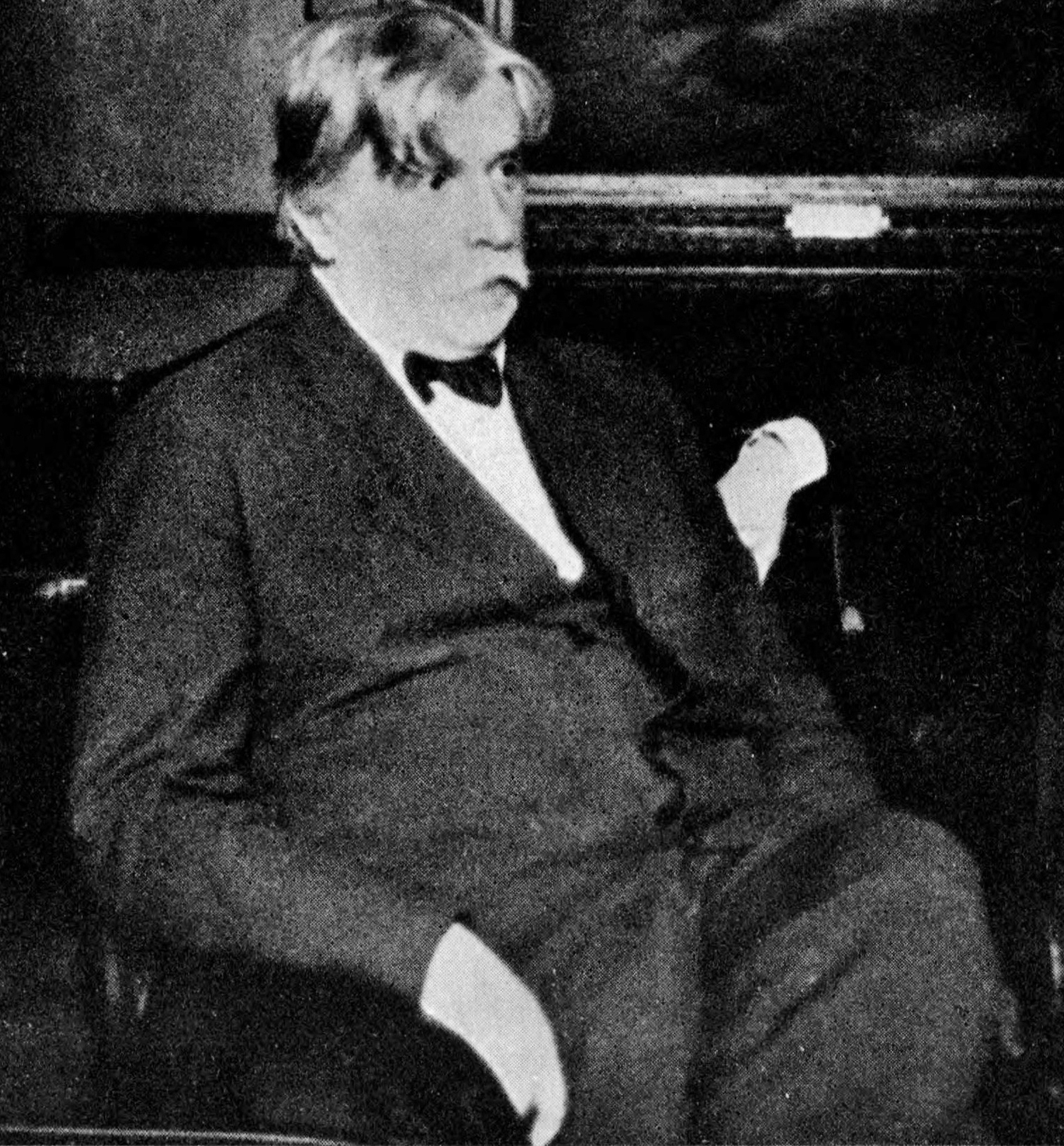
Aleksandr Golovin.

Aleksandr Jakovlevitj Golovin, född 1 mars 1863 i Moskva, död 17 april 1930, var en rysk målare och grafiker.
Golovin var verksam främst som teaterdekoratör och var en av de största koloristerna inom det kejserliga Rysslands konst. Som figurmålare har han  gjort sig känd bland annat genom flera porträtt av sångaren Fjodor Sjaljapin. Aleksandr Golovin är representerad bland annat på Nationalmuseum och Malmö konstmuseum.